# Kallikantzaros

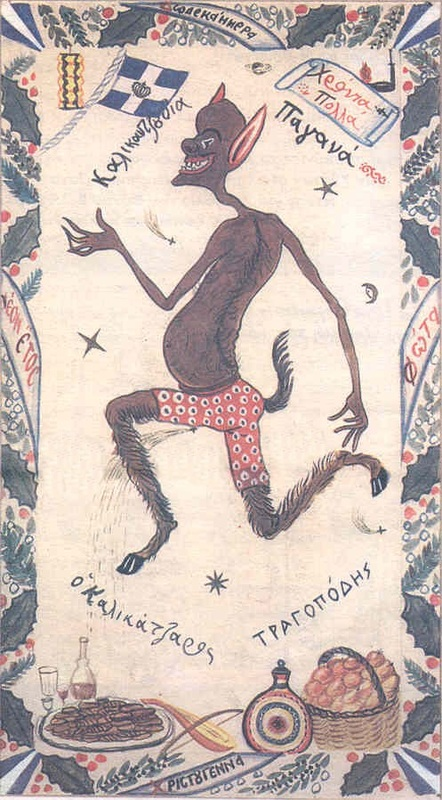
Kallikantzaros mit Ziegenbeinen („τραγοπόδης“ in der Abbildung), er uriniert auf die Esswaren

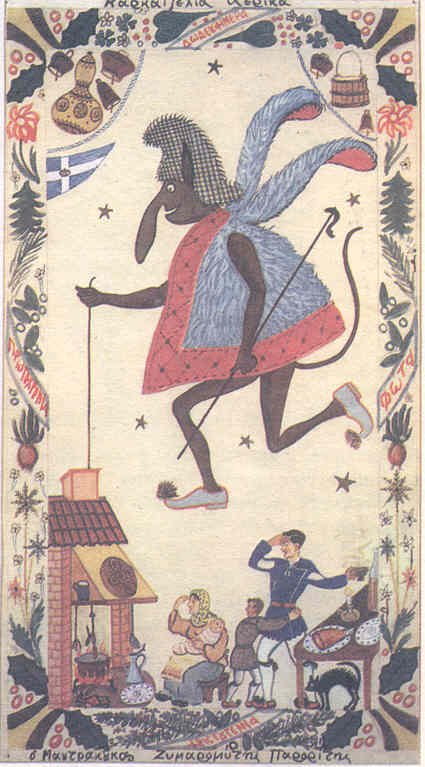
Mandrakoukos, der Anführer der Kallikantzaroi mit Rüsselnase, Eselsohren und Hirtenstab, belästigt Frauen im Dunkeln

Ein Kallikantzaros, auch Kalikantzaros, (griechisch καλικάντζαρος kalikántzaros, Mehrzahl καλικάντζαροι kalikántzaroi) ist im Aberglauben Griechenlands und Südosteuropas ein Weihnachtskobold und Totengeist. Der Legende nach leben sie in der Unterwelt (Tartaros), wo sie das ganze Jahr versuchen, den Weltenbaum umzusägen. In einem alljährlichen Zyklus kommen sie während der 12 Weihnachtstage (griechisch Δωδεκαήμερο Dodekaímero) an die Oberwelt, um die Menschen zu ärgern.

## Gestalt und Wesen
Es handelt sich um fürchterliche, hagere, schwarze Gestalten, die – obwohl dumm wie Lamien – immer eine Gefahr für Leib und Leben sind.
Im Balkan und im Vorderen Osten herrscht in der Morphologie und Onomatologie dieser Dämonen weitgehende Übereinstimmung. Allen gemeinsam ist die Hässlichkeit, doch hat jeder der Kallikantzaroi ein anderes somatisches Gebrechen. Unter ihnen sind Einäugige, Krummbeinige, Schiefmündige, mit Zwergen- oder Riesenwuchs, ferner haben ihre behaarten Körper rote Augen, Eberzähne, Affenarme, lange spitze Krallen und Eselsfüße.
Die boshaften Kallikantzaroi haben eine große Ähnlichkeit mit den Satyrn, sie treten zu mehreren auf und haben einen Anführer. Zu ihren Attributen zählen unter anderem Lahmheit, Kahlköpfigkeit, Lüsternheit und große Genitalien, sie lieben Wein und Tanz.
Sie gehen nackt, in bäuerlicher Kleidung oder in Lumpen, ihre Schuhe oder Hufe sind eisenbeschlagen. Die Kallikantzaroi ernähren sich von Würmern, Schlangen, Echsen oder von den Esswaren, die sie stehlen, wenn sie auf die Dächer klettern und durch die Rauchfänge in die Häuser einsteigen. Kallikantzaroi sind für die Menschen unterschiedlich gefährlich. Einige sind dumm und belästigen die Menschen nur, zwingen sie zum Tanz, fahren durch Rauchfänge und Löcher im Haus aus und ein, verschütten Wasser, urinieren in Wein und Öl, verstreuen Mehl oder verstecken sich in der Asche. Andere aber setzen sich ins Genick, würgen, schlagen oder töten Menschen.

## Mythos und Tradition
Der Legende zufolge wollen die Kallikantzaroi das Ende der Welt beschleunigen, indem sie das ganze Jahr über am Pfeiler der Welt nagen und sägen, damit er zusammenbreche. In den dunklen Tagen des Mittwinters aber kommen sie, um die Sterblichen auf Erden zu quälen. Wenn die Sonne am 6. Januar wieder länger scheint, kehren sie in den Untergrund zurück und fahren mit dem Sägen fort; doch bis dahin ist der Weltbaum wieder geheilt, sodass sie von vorn anfangen müssen. Der Aberglaube sagt, dass die unvorbereiteten Häuser der Menschen von den Kobolden geplündert werden, wenn sie entweder durch die Tür oder den Schornstein eindringen, um alles aufzuessen, was sie finden, mit Vorliebe Süßigkeiten. Sie durchwühlen das Haus, stoßen Möbel um, zerschlagen Dinge und verunreinigen Wasser und Wein, bevor sie am Epiphaniefest in den Hades zurückkehren.
Um sich vor den Kallikantzaroi zu schützen, markieren die Abergläubigen an Heiligabend ihre Häuser mit einem schwarzen Kreuz, verbrennen Weihrauch, lassen das Haus segnen und rufen die Dreieinigkeit an. Um die Kallikantzaroi zu besänftigen, wurden manchmal Leckereien oder Würste in den Rauchfang gehängt.
Da die Kallikantzaroi dumm sind, lassen sie sich leicht überlisten, indem man z. B. einen Strang Flachs an die Haustür hängt. Die Kallikantzaroi sind dann bis zum Morgengrauen mit dem Entwirren und Zählen der Fäden beschäftigt und dadurch abgelenkt. Beim dritten Hahnenschrei müssen sie zurück in die Unterwelt.
Kallikantzaroi bezeichnet auch Menschen, die nur auf gewisse Zeit Dämonen sind, oder Kinder, die in den Zwölften geboren und nicht sofort getauft werden.

## Ursprünge und Übernahme
Die vielleicht plausibelste Erklärung für den Ursprung der Kallikantzaroi, zumindest für die äußere Form der unheimlichen Erscheinung, bringt sie mit den Maskeraden in Verbindung, die Teil des Winterfestes des Dionysos waren und noch immer in Griechenland zu finden sind. Eine ziemlich prosaische Theorie stellte Allatius im 17. Jahrhundert auf. Danach seien die Kallikantzaroi nichts weiter als wahrgewordene Albträume, die auf die zwölf Tage begrenzt sind. Möglich ist jedoch, dass die Kallikantzaroi eine Verbindung zu den Verstorbenen darstellen, da sie den modernen griechischen und slawischen Vampiren ähnlich zu sein scheinen, deren Augen wie glühende Kohlen leuchtend beschrieben werden. Noch näher scheint die Ähnlichkeit mit dem Werwolf zu sein. Anzumerken ist hierzu, dass „Menschen-Wölfe“ (λυκάνθρωποι lykánthropi) in Südgriechenland der Name für Kallikantzaroi ist. Bei diesem griechischen Dämon liegt der Gedanke an Pan, Kentauren und Satyren nicht fern.
Die Kallikantzaroi scheinen „Traditionsnachfolger“ der Kentauren zu sein. Aus dem noch eindeutig dem Esel zugeordneten Onokentaur (Eselskentaur), der aufrecht gehen konnte, entwickelte sich der Satyr. Aus dem Eselsfüßigen wurde der Bocksbeinige. Bei den Kallikantzarenoi findet man beides, den Eselsfuß und den Ziegenfuß, wobei die Vorstellung eines Kallikantzaros mit Eselsohren und -füßen allgemein vorkommt.
Kara-Koncolos heißt eine bösartige Kreatur in der Türkei, die auf den griechischen Prototyp Kallikantzaros zurückgeht. In der türkischen Überlieferung wurde er zu Kara-Koncolos und von hier aus zu vielfältigen Varianten entstellt: Koncolos, Kancalar, Congolos, Kara-Congolos. An der Schwarzmeerküste glaubt man, dass dieses wütende Wesen die Menschen im Winter verfolgt. Im anatolischen Yozgat glaubt man, dass er zu Beginn des Zemheri (10.–17. Januar) in die Häuser einbricht, und nennt daher diese Zeitspanne congolos.
Bernhard Schmidt hatte im 19. Jahrhundert angenommen, das Wort Kallikantzaros und seine Nebenformen (Karkántzaros, Karkántzolos usw.) seien türkischen Ursprungs und über albanische Vermittlung zu den Griechen gelangt. John Cuthbert Lawson wies Schmidts Theorie zurück, da die Wortendung „-os“ eindeutig griechisch ist und in der Türkei der „karakondjolos“ zwischen Weihnachten und Epiphanias spukt, einer rein christlichen Kalenderperiode.

## Namensherkunft und Eigennamen
Um 1830 suchte Konstantinos Oikonomos die Etymologie in dem lateinischen caligatus („gestiefelter [Soldat]“) und den kniehohen Schuhen der einfachen Soldaten (Caliga), da die Kallikantzaroi im Volksglauben hohe oder eiserne Schuhe tragen, oder ihre Füße sind Esels- oder Bocksfüße.
Es wird auch angenommen, dass „Kallikantzaros“ von den Wörtern καλός kalos („gut“) und κάνθαρος kantharos („Käfer“) stammt, möglicherweise von Kantharos, wie auf der griechischen Insel Rhodos ein bestimmter Kallikantzaros heißt. Auch andere einzelne Kallikantzaroi haben bestimmte Namen. Ein anderer heißt Kolovelonis, der so dünn ist, dass er durch jede Ritze im Haus durchpasst. Der Anführer heißt Mandrakoukos und ist der schlimmste von allen. Er trägt einen Hirtenstab und belästigt Frauen, die sich in der Dunkelheit draußen aufhalten. Er hat lange Eselsohren und seine übergroße Nase hängt wie ein Rüssel aus seinem Gesicht.
Der Mandrakoukos hat auch ein sehr großes männliches Organ. Deshalb wird der Penis auch oft Mandrakoukos genannt.